# Peerapong Ruennin
Peerapong Ruennin (thailändisch พีระพงษ์ เรือนนินทร์, * 14. September 1995 in Bangkok), auch als Earn (thailändisch เอิร์น) bekannt, ist ein thailändischer Fußballspieler.

## Karriere
Peerapong Ruennin erlernte das Fußballspielen bei Buriram United sowie der Debsirin School in Bangkok. Seinen ersten Vertrag unterschrieb er 2014 beim Zweitligisten Bangkok FC. Anschließend spielte er leihweise beim RSU FC. 2017 wechselte er nach Nakhon Ratchasima zum Erstligisten Nakhon Ratchasima FC. Zum Ligakonkurrenten Ubon UMT United nach Ubon Ratchathani wechselte er 2018. Nach dem Abstieg von Ubon unterschrieb er 2019 einen Vertrag beim Erstligaaufsteiger PTT Rayong FC in Rayong. Bei PTT stand er 2019 26-mal im Tor. Nachdem PTT seinen Rückzug aus der Thai League bekannt gab, wechselte er 2020 zum Erstligisten Sukhothai FC nach Sukhothai. Für Sukhothai stand er 20-mal in der ersten Liga zwischen den Pfosten. Am Ende der Saison 2020/21 musste er mit Sukhothai den Weg in die Zweitklassigkeit antreten. Nach dem Abstieg verließ er den Verein und schloss sich im Mai 2021 dem Erstligisten Muangthong United an. Im Dezember 2022 wechselte er auf Leihbasis zum Ligakonkurrenten Nongbua Pitchaya FC. Am Ende der Saison 2022/23 musste er mit Nongbua als Tabellenvorletzter den Weg in die Zweitklassigkeit antreten. Nach der Ausleihe kehrte er im Sommer 2023 zu Muganthong zurück. Nach insgesamt 24 Ligaspielen wurde sein Vertrag im Sommer 2025 nicht verlängert.